# 论语新注新译
《论语新注新译》是杨逢彬撰写的注释、翻译《论语》的著作，北京大学出版社2016年出版繁体版。其简体简写版是《论语译注评》。